# Vitstjärtad vråk
Vitstjärtad vråk (Geranoaetus albicaudatus) är en amerikansk fågel i familjen hökar inom ordningen hökfåglar.

## Utseende och läten
Vitstjärtad vråk är en stor (44–60 cm) och satt vråk med långa men smalspetsade vingar. Fjäderdräkten är i ljus dräkt slående, med vit undersida, rostfärgade skuldror, grått på huvud och ovansida och vitt på övergump och stjärt, den senare med ett svart band en bit in från spetsen. En sällsynt helmörk svartbrun dräkt finns även, med vitt endast på stjärten.

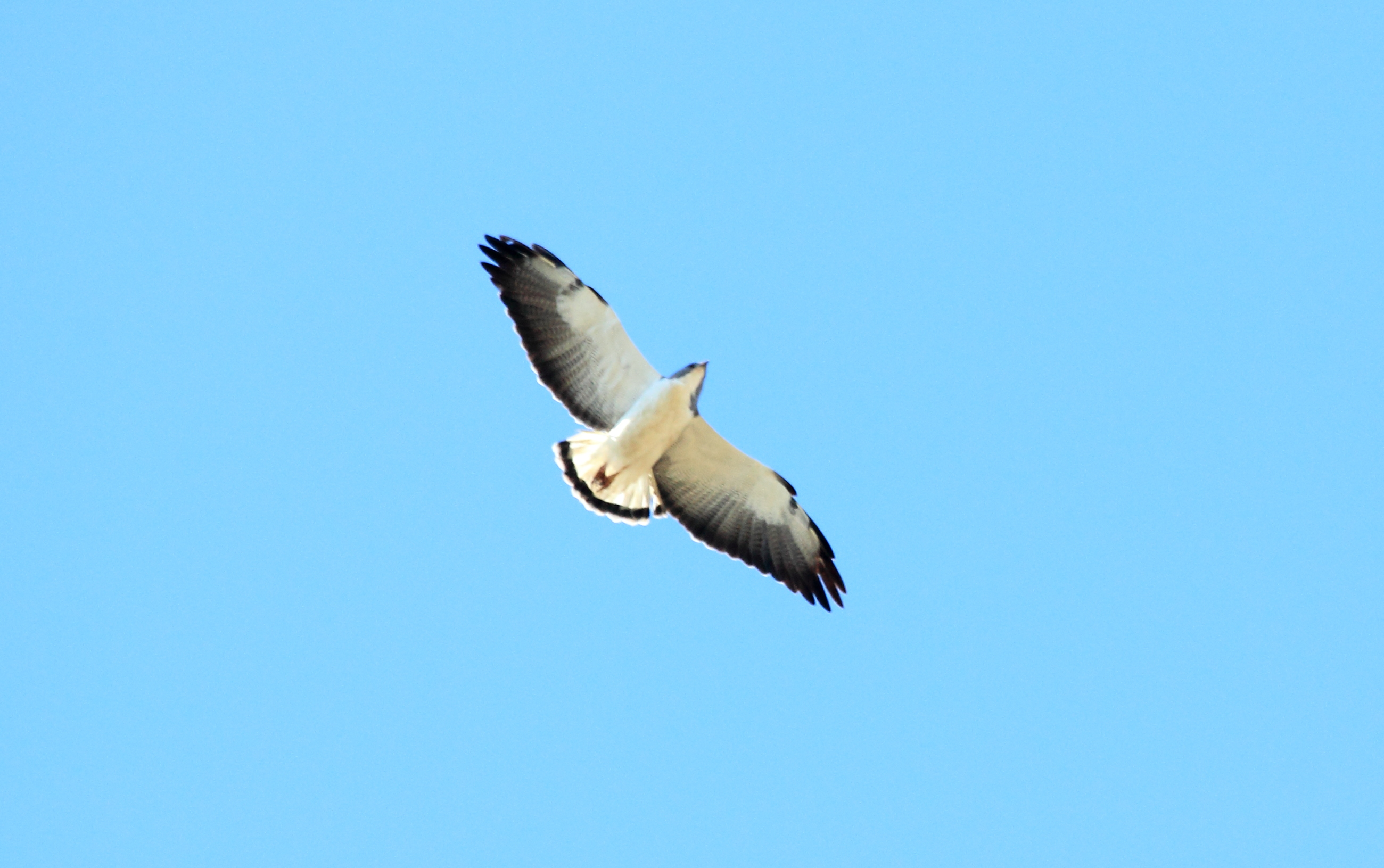
Flygande vitstjärtad vråk som uppvisar sin typiska silhuett med spetsiga men långa och breda vingar.

Ungfågeln är svårare att skilja från andra vråkar, med mycket smalare vingar och längre stjärt än den vuxna fågeln. Den är vanligen mörkgrå med ljust band på täckarna, ljus stjärt utan band, ljusa övre stjärttäckare och vit fläck på bröstet. Spetsigare vingar och mörka vingpennor men ljus stjärt skiljer den från ung rödstjärtad vråk.
Lätet återges som ett rätt ljust, skrattande "reeEEE ke-HAK ke-HAK ke-HAK".

## Utbredning och systematik
Vitstjärtad vråk delas upp i tre underarter med följande utbredning:
- Geranoaetus albicaudatus hypospodius – förekommer från södra Texas och nordvästra Mexiko till norra Colombia och nordvästra Venezuela.
- Geranoaetus albicaudatus colonus – förekommer på Nederländska Antillerna samt på den sydamerikanska kontinenten, från Colombia och Surinam i norr och söderut till Amazonfloden.
- Geranoaetus albicaudatus albicaudatus – förekommer från södra Amazonas och söderut till centrala Argentina.

### Släktestillhörighet
Vitstjärtad vråk placerades tidigare i släktet Buteo, men genetiska studier visar att den bör placeras i Geranoaetus.

## Levnadssätt
Vitstjärtad vråk hittas i öppnare miljöer än de flesta andra vråkar, från öppen skog till savanner. Där jagar den mestadels från luften genom kretsflygt eller genom att ryttla, men också från sittplats. Födan varierar, dock huvudsakligen småfåglar och däggdjur. Fågeln dras ofta till bränder. Den häckar i låga träd eller buskar.

## Status och hot
Arten har ett stort utbredningsområde och en stor population. Utifrån dessa kriterier kategoriserar IUCN arten som livskraftig (LC). Det globala beståndet uppskattas till två miljoner vuxna individer. Populationsutvecklingen är oklar.

## Bildgalleri

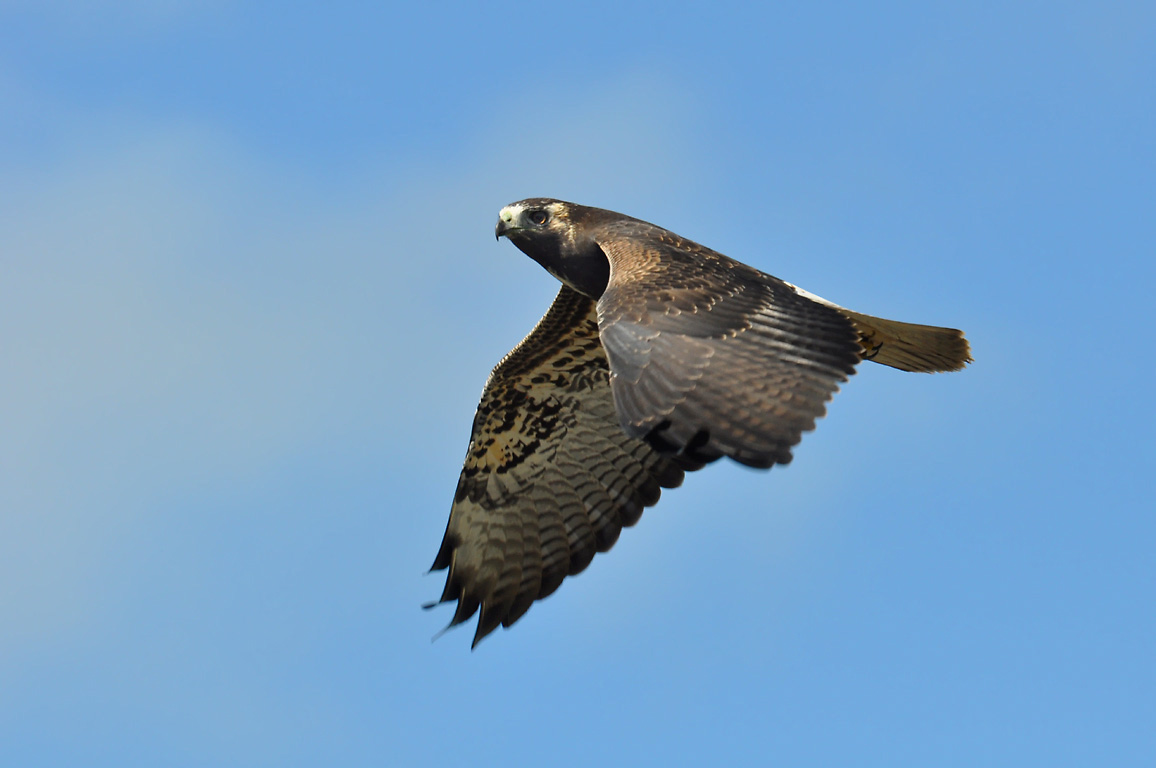
Juvenil i Mostardas, Rio Grande do Sul, Brasilien
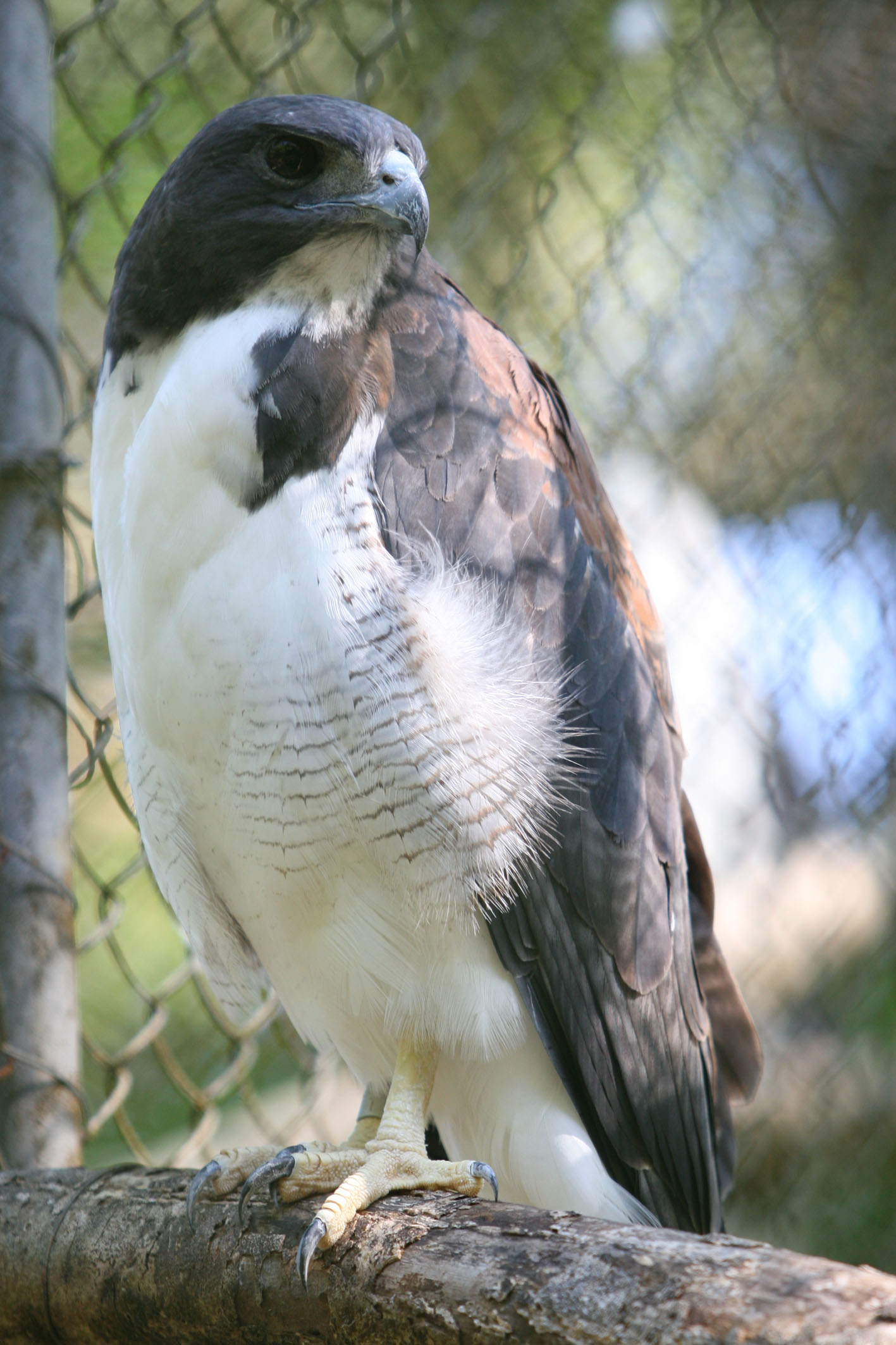
Adult på Salvador Zoo, Ondina, Salvador, Bahia, Brasilien.